# Komitat Pest-Pilis-Solt-Kiskun
Das Komitat Pest-Pilis-Solt-Kiskun (deutsch selten auch Komitat Pest-Pilisch-Scholt-Kleinkumanien; ungarisch Pest-Pilis-Solt-Kiskun vármegye, lateinisch comitatus Pestiensis et Pilisiensis et Soltensis et Cumania Minor) war eine Verwaltungseinheit im westlichen Zentrum des Königreichs Ungarn. Verwaltungssitz war Budapest.
Das Gebiet liegt im heutigen Zentralungarn auf der Fläche der heutigen Komitate Pest und Bács-Kiskun sowie der Hauptstadt Budapest.

## Lage

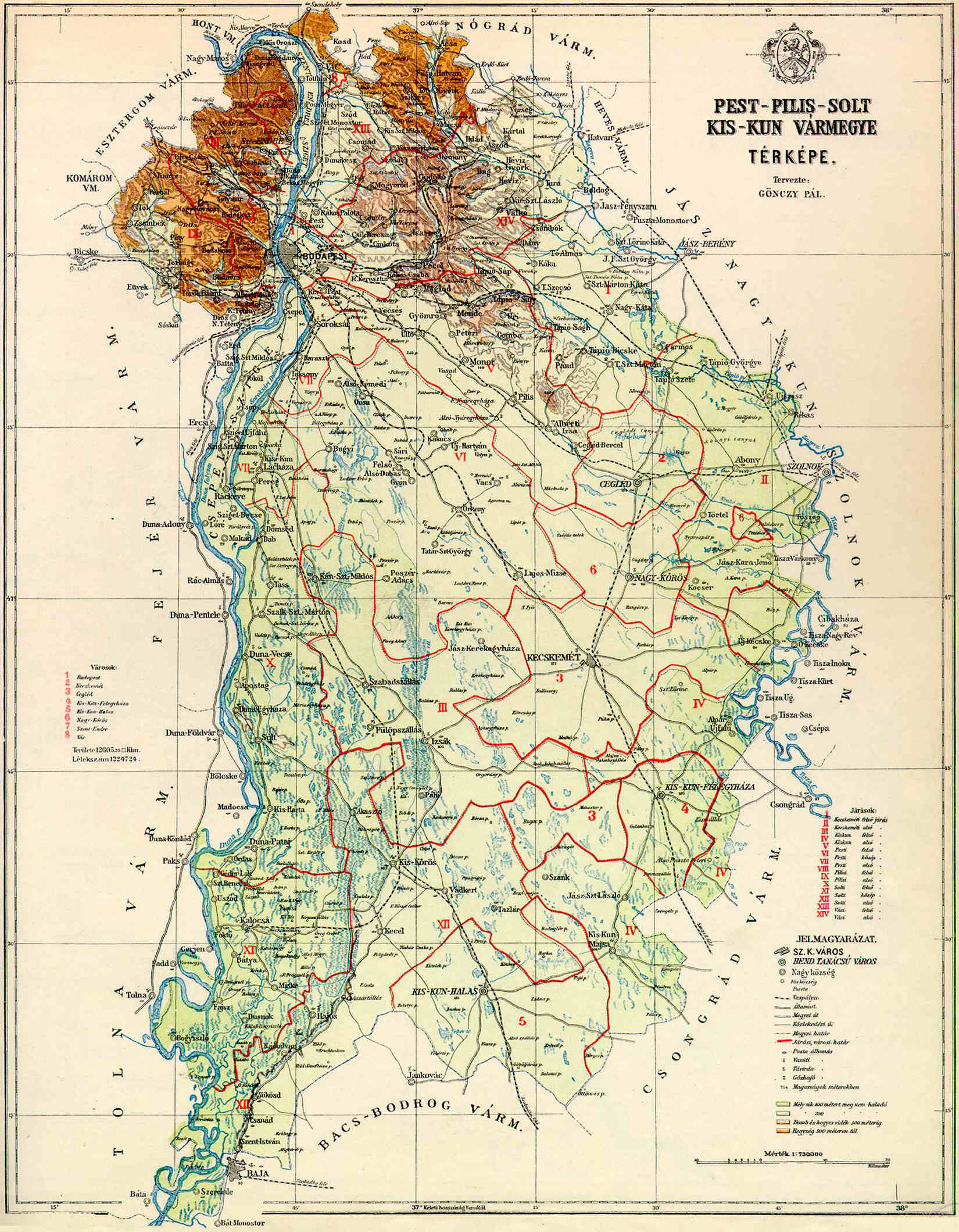
Karte des Komitats Pest-Pilis-Solt-Kiskun um 1890

Das Komitat grenzte an die Komitate Komorn (Komárom), Gran (Esztergom), Hont, Neograd (Nógrád), Heves, Jász-Nagykun-Szolnok, Csongrád, Bács-Bodrog, Tolna und Weißenburg (Fejér). Es erstreckte sich dabei vom Donauknie bei Visegrád im Nordwesten über den Süden nördlich der Stadt Baja bis zur Theiß im Osten. Ein Teil des Komitats, das Pilisgebirge, lag dabei westlich der Donau bei Budapest.

## Geschichte
Die Komitate Pest und Pilis entstanden im 11. Jahrhundert (formal vorher schon als comitatus Wissegradensis bestehend), wobei das Komitat Pest am Ostufer und das Komitat Pilis am Westufer der Donau lagen. Nach der Vereinigung der beiden Komitate (1492) kam im 17. Jahrhundert auch das Gebiet um Solt hinzu, das vorher zum Komitat Weißenburg gehört hatte. Schließlich wurde 1876 auch das Komitat Kiskun angeschlossen, und das Komitat bestand in dieser Form bis zur großen Komitatsreform 1950. Danach wurde es in zwei etwa gleich große Komitate aufgeteilt: Der Norden ist heute im Komitat Pest organisiert, während der Süden im Komitat Bács-Kiskun liegt.

## Bezirksunterteilung

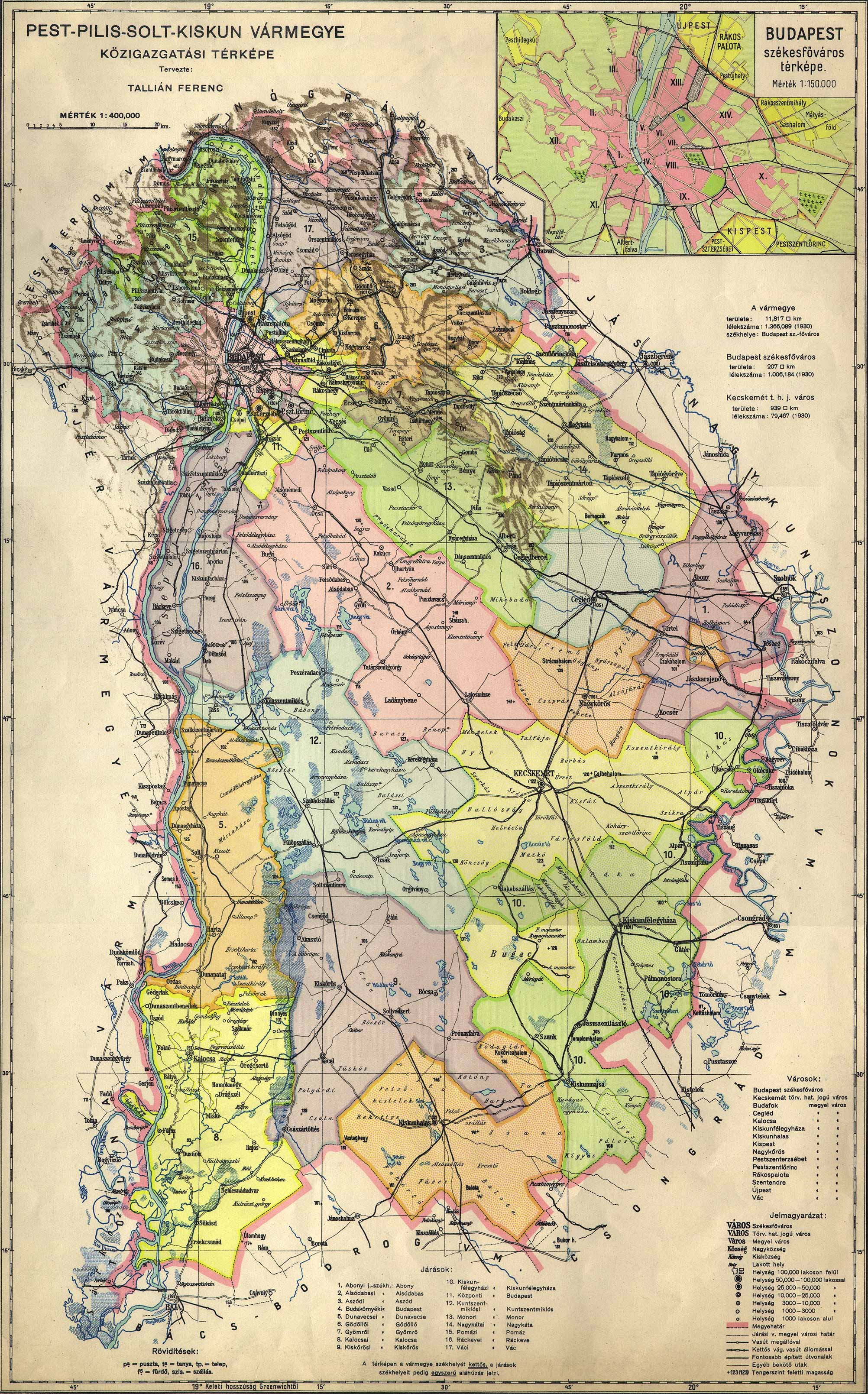
Administrative Karte

Im frühen 20. Jahrhundert bestanden folgende Stuhlbezirke (meist nach dem Namen des Verwaltungssitzes benannt):
| Stuhlbezirke (járások)                     | Stuhlbezirke (járások) |
| Stuhlbezirk                                | Verwaltungssitz        |
| ------------------------------------------ | ---------------------- |
| Abony                                      | Abony                  |
| Alsódabas                                  | Alsódabas              |
| Aszód                                      | Aszód                  |
| Bia                                        | Bia                    |
| Dunavecse                                  | Dunavecse              |
| Gödöllő                                    | Gödöllő                |
| Kalocsa                                    | Kalocsa                |
| Kiskőrös                                   | Kiskőrös               |
| Kiskunfélegyháza                           | Kiskunfélegyháza       |
| Kispest                                    | Kispest                |
| Kunszentmiklós                             | Kunszentmiklós         |
| Monor                                      | Monor                  |
| Nagykáta                                   | Nagykáta               |
| Ráckeve                                    | Ráckeve                |
| Pomáz                                      | Pomáz                  |
| Vác                                        | Vác                    |
| Stadtkreise (törvényhatósági jogú városok) |                        |
| Budapest                                   |                        |
| Kecskemét                                  |                        |
| Stadtbezirke (rendezett tanácsú városok)   |                        |
| Cegléd                                     |                        |
| Kiskunfélegyháza                           |                        |
| Kiskunhalas                                |                        |
| Nagykőrös                                  |                        |
| Szentendre                                 |                        |
| Vác                                        |                        |

Alle genannten Orte liegen im heutigen Ungarn.